# Abigail (musikalbum)
Abigail är det andra albumet av King Diamond och anses av många vara hans bästa verk hittills. Det släpptes i juni 1987 och är Kings första hela konceptalbum. Det handlar om en flicka som heter Abigail som var dödfödd och nu ska hämnas på några släktingar, cirka hundra år senare. Albumet återutgavs 1997 i remastrad version, då med fyra extraspår, varav tre var enkla grovmixar av låtarna och en var "Shrine", det vill säga B-sidan på EP:n "The Family Ghost".

## Låtlista
1. "Funeral" - 1:30
2. "Arrival" - 5:26
3. "A Mansion in Darkness" - 4:34
4. "The Family Ghost" - 4:05
5. "The 7th Day of July 1777" - 4:50
6. "Omens" - 3:56
7. "The Possession" - 3:26
8. "Abigail" - 4:50
9. "Black Horsemen" - 7:39

## Medverkande
- Sång: King Diamond
- Gitarr: Andy La Rocque
- Gitarr: Michael Denner
- Bas: Timi Hansen
- Trummor: Mikkey Dee